# Madkhalisme
Het madkhalisme (Arabisch: التيار المدخلي, altayaar almadkhaliu) is een salafistische ultra-orthodoxe stroming binnen de soennitische islam. De stroming streeft naar het terugkeren naar de oorspronkelijke islam en respecteert de geschriften van Rabee' al-Madkhali.
Ook al heeft de stroming zijn wortels in Saoedi-Arabië, toch heeft het veel invloed op moslims in Europa. Vooral in het Verenigd Koninkrijk en Nederland heeft het madkhalisme veel aanhangers. Er zijn moskeeën van deze stroming in Amsterdam, Rotterdam, Tilburg en Brunssum. In het Midden-Oosten heeft deze stroming de laatste jaren veel invloed verloren vanwege hun steun aan de seculiere regimes zoals dat van president Abdul Fatah al-Sisi van Egypte bij de staatsgreep tegen het regime van Mohamed Morsi.
De volgers van Rabee' al-Madkhali staan voor de leer van het 'ware' salafisme en geven vaak tegengeluid tegen extremistische groeperingen als IS en hun aanhangers. Ze respecteren de grote geleerden van Saudi Arabie, maar ook o.a. een aantal salafistische geleerden in Egypte. De stroming zet zich af tegen de leerstellingen van de moslimbroederschap en dan vooral de invloed van Sayyid Qutb.
Het madkhalisme wordt veelvuldig gezien als een sekte vanwege het obsessieve volgen van leiderschap van de stroming. Het tegenspreken van de imams wordt amper getolereerd.
De volgelingen trekken zich veelal terug uit de samenleving en kleden zich vaak erg orthodox. Ze interpreteren de Koran en de Hadith altijd letterlijk en het deelnemen aan het democratische stelsel is volgens hen verboden. De stroming is ook een eindtijdbeweging vanwege hun sterke nadruk op de tekenen van de eindtijd. Volgelingen die uittreden of worden verstoten hebben vaak te maken met zware consequenties zoals verbreken van familiebanden.
Volgelingen van het madkhalisme keuren terrorisme nadrukkelijk af en nemen afstand van de jihadistische stromingen binnen het salafisme maar keuren het principe jihad niet af. Vele volgelingen hebben in de Libische Burgeroorlog een actieve rol ingenomen en meegestreden.